# Білл Вулсі
Білл Вулсі (англ. Bill Woolsey, 13 вересня 1934 — 25 червня 2022) — американський плавець.
Олімпійський чемпіон 1952 року, призер 1956 року.
Призер Панамериканських ігор 1959 року.